# Sommeromys macrorhinos
Sommeromys macrorhinos is een recent beschreven soort van de knaagdieren (familie Muridae, onderfamilie Murinae) uit Celebes. Het is de enige soort uit het geslacht Sommeromys.

## Verspreiding
S. macrorhinos is bekend van slechts één exemplaar, AMNH 226956 (American Museum of Natural History, catalogusnummer 226956). Dit exemplaar werd gevangen op 2400 m op Gunung Tokala, een berg tussen de Rampi- en Seko-valleien in de provincie Centraal-Celebes, in een soort bos, waarvoor in het Nederlands geen term is, maar dat in het Engels "primary mossy forest" wordt genoemd, dat iets verstoord was door menselijke activiteiten. De beschrijvers verwachten dat hij ook in andere hoge montane bossen in centraal Celebes voorkomt.

## Ontdekkingsgeschiedenis
Op 1 augustus 1973 bereikte het NAMRU-team dat S. macrorhinos zou ontdekken Gunung Tokala. Ondanks een zware, koude regen zette iemand enkele "Victor rat traps" (een soort val om ratten te vangen genoemd naar ene Victor) en vond de volgende morgen een exemplaar van Tateomys rhinogradoides en S. macrorhinos. Op het exemplaar van S. macrorhinos werd een luis gevonden, ook een nieuwe soort (Hoplopleura sommeri).
S. macrorhinos is genoemd naar Helmut G. Sommer, Scientific Technician op het American Museum of Natural History.

## Kenmerken
S. macrorhinos is extreem klein en heeft een lange bek en een extreem lange staart, zowel absoluut als relatief (vergeleken met kop-romplengte). S. macrorhinos eet vooral insecten. De maag van het enige bekende exemplaar bevatte Nematoda, eieren van een vlieg en fragmenten van insecten.
Soorten van Bunomys, Paruromys en Taeromys delen de diagnostische kenmerken van Sommeromys niet en zijn groter (zie Musser & Durden, 2002). Haeromys-soorten zijn kleiner (kop-romplengte 62-78 mm, staart tot 133 mm). Lenomys- en Eropeplus-soorten zijn veel groter (tot 301 en 255 mm, respectievelijk), en hebben een staart die even lang is als de kop-romp (Lenomys) of iets langer (Eropeplus). Margaretamys-soorten zijn iets groter (96-197 mm). Echiothrix is veel groter (tot 225 mm), heeft een verlengde bek en verlengde rostra en een tweekleurige staart (tot 258 mm). Melasmothrix heeft een donkere kastanjekleurige vacht, een korte staart en poten en lange klauwen. Tateomys rhinogradoides is groter, met een donkere, bruinachtig grijze vacht, robuuste achtervoeten en een lange staart. T. macrocercus is kleiner dan T. rhinogradoides, maar heeft ongeveer dezelfde kleur vacht, maar heeft een extreem lange staart, lange achtervoeten en smalle maar lange achterklauwen. Crunomys celebensis heeft een korter en breder rostrum.
Grootte (alles in mm):
| Kop-romplengte    | 99  |
| Staartlengte      | 186 |
| Lengte achtervoet | 31  |
| Lengte oor        | 16  |

## Verwantschappen
Volgens de ontdekkers hoort S. macrorhinos bij de zogenaamde "Old Endemics" van Celebes en de Filipijnen. S. macrorhinos is verwant aan Crunomys, dat zowel op Celebes als op de Filipijnen voorkomt, en de Filipijnse Archboldomys. Ook de Melasmothrix-Tateomys-groep zou verwant zijn aan deze soorten.
Abditomys · 
Abeomelomys · 
Aethomys · 
Anisomys · 
Anonymomys · 
Apodemus · 
Apomys · 
Archboldomys · 
Arvicanthis · 
Baiyankamys · 
Baletemys · 
Bandicota · 
Batomys · 
Berylmys · 
Brassomys · 
Bullimus · 
Bunomys · 
Canariomys · 
Carpomys · 
Chingawaemys · 
Chiromyscus · 
Chiropodomys · 
Chiruromys · 
Chrotomys · 
Coccymys · 
Colomys · 
Congomys · 
Conilurus · 
Coryphomys · 
Crateromys · 
Cremnomys · 
Crossomys · 
Crunomys · 
Dacnomys · 
Dasymys · 
Dephomys · 
Desmomys · 
Diomys · 
Diplothrix · 
Echiothrix · 
Eropeplus · 
Frateromys · 
Golunda · 
Gracilimus · 
Grammomys · 
Hadromys · 
Haeromys · 
Halmaheramys · 
Hapalomys · 
Heimyscus · 
Hybomys · 
Hydromys · 
Hylomyscus · 
Hyomys · 
Hyorhinomys · 
Kadarsanomys · 
Komodomys · 
Lamottemys · 
Leggadina · 
Lemniscomys · 
Lenomys · 
Lenothrix · 
Leopoldamys · 
Leporillus · 
Leptomys · 
Limnomys · 
Lorentzimys · 
Macruromys · 
Madromys ·
Malacomys · 
Mallomys · 
Malpaisomys · 
Mammelomys · 
Margaretamys · 
Mastacomys · 
Mastomys · 
Maxomys · 
Melasmothrix · 
Melomys · 
Mesembriomys ·
Micaelamys · 
Microhydromys · 
Micromys · 
Millardia · 
Mirzamys · 
Montemys · 
Mus · 
Musseromys · 
Mylomys · 
Myomyscus · 
Nesokia · 
Nilopegamys · 
Niviventer · 
Notomys · 
Ochromyscus · 
Oenomys ·
Otomys · 
Palawanomys · 
Papagomys · 
Parahydromys · 
Paraleptomys · 
Paramelomys · 
Parotomys · 
Paucidentomys · 
Paulamys · 
Pelomys · 
Phloeomys · 
Pithecheir · 
Pithecheirops · 
Pogonomelomys · 
Pogonomys · 
Praomys · 
Protochromys · 
Pseudohydromys · 
Pseudomys · 
Rattus · 
Rhabdomys · 
Rhynchomys · 
Saxatilomys ·
Serengetimys ·
Solomys · 
Sommeromys · 
Soricomys · 
Spelaeomys · 
Srilankamys · 
Stenocephalemys · 
Stochomys · 
Sundamys · 
Taeromys · 
Tarsomys · 
Tateomys · 
Thallomys · 
Thamnomys · 
Tokudaia · 
Tonkinomys ·
Tryphomys · 
Typomys · 
Uromys · 
Vandeleuria · 
Vernaya · 
Xenuromys · 
Xeromys · 
Zelotomys · 
Zyzomys